# Soldati-Klasse (1907)
Die Soldati-Klasse (auch als Soldato-Klasse bezeichnet) war eine Klasse von elf Torpedobootzerstörern (ital. cacciatorpediniere) der Königlich Italienischen Marine, die von 1907 bis 1932 in Dienst stand.

## Geschichte

### Bau
Die spätere Soldati-Klasse war eine Weiterentwicklung der Zerstörer der Nembo-Klasse, deren sechs Einheiten auf der Pattison-Werft in Neapel nach Plänen der britischen Firma Thornycroft von 1899 bis 1905 entstanden waren. Diese wiederum waren eine Variante der 30-knotter (später als C-Klasse bezeichnet) der britischen Marine. Die ursprünglichen 10 Boote, welche nach Angehörigen verschiedener Waffengattungen des italienischen Heeres benannt waren, wurden zwischen Juli 1905 und Juli 1910 bei Ansaldo in Sestri Ponente gebaut. Als elfte Einheit wurde 1912 die unfertige Ascaro angekauft, die für China bei Ansaldo in Bau war.

### Einsatzgeschichte
Erste Aufmerksamkeit erregten die Schiffe durch ihren Einsatz bei der Hilfeleistung in Messina nach dem dortigen Erdbeben. Im Italienisch-Türkischen Krieg zeichneten sich einige der Zerstörer bei zwei Gefechten besonders aus:
im ersten Seegefecht des Krieges vor Preveza am 29./30. September 1911, in dem zwei osmanische Torpedoboote (Hamidiye, Alpagot) versenkt und eine Yacht gekapert wurden, sowie in der Seeschlacht vor al-Qunfudha im Roten Meer am 7. Januar 1912, in dem sechs osmanische Kanonenboote (Kastamonu, Gökçedağ, Refahiye, Ayintab, Ordu, Bafra) zerstört, ein Schlepper versenkt und eine Yacht gekapert wurden.
Beim Eintritt Italiens in den Ersten Weltkrieg bildeten Artigliere, Garibaldino, Lanciere, Bersagliere und Corazziere das 3. Zerstörergeschwader (III Squadriglia Cacciatorpediniere) in Brindisi (Friedensstandort Genua) und  Ascaro, Pontiere, Alpino, Carabiniere und Fuciliere das 4. Zerstörergeschwader ebenfalls in Brindisi.
Die Granatiere, einer der älteren Zerstörer, war, neben den größeren Zerstörern Insidioso, Impavido und Irrequieto  der nachfolgenden Indomito-Klasse (672 t, 1913), der II Squadriglia Cacciatorpediniere in Tarent zugewiesen.
Im Ersten Weltkrieg wurden die Zerstörer zu nachgeordneten Aufgaben herangezogen. Verloren ging nur die Garibaldino, die am 18. Juli 1918 vor Villefranche-sur-Mer nach Kollision mit einem britischen Schiff sank.
Nach dem Ersten Weltkrieg wurden einige Boote zu Schulzwecken eingesetzt. Offiziell ab Juli 1921 Torpedoboote (ital. torpediniere) klassifiziert. Die Granatiere diente von 1921 bis 1924 als Stationsschiff in Rhodos.
Von März 1923 (Lanciere) bis Dezember 1932 (Fuciliere) schieden die Boote der Soldati-Klasse aus dem Dienst der Regia Marina und wurden verschrottet.

## Liste der Boote
| Name        | Bauwerft                | T     | Kiellegung        | Stapellauf        | Indienststellung | Außerdienststellung | Bemerkungen                              |
| ----------- | ----------------------- | ----- | ----------------- | ----------------- | ---------------- | ------------------- | ---------------------------------------- |
| Bersagliere | Ansaldo, Sestri Ponente | K     | 13. Juli 1905     | 2. Oktober 1906   | 13. März 1907    | 5. Juli 1923        |                                          |
| Granatiere  | Ansaldo, Sestri Ponente | K     | 24. Juli 1905     | 27. Oktober 1906  | 18. April 1907   | 3. November 1927    |                                          |
| Lanciere    | Ansaldo, Sestri Ponente | K     | 24. Juli 1905     | 27. Februar 1907  | 1. August 1907   | 4. März 1923        |                                          |
| Artigliere  | Ansaldo, Sestri Ponente | K     | 24. Juli 1905     | 18. Januar 1907   | 26. August 1907  | 14. Juni 1923       |                                          |
| Corazziere  | Ansaldo, Sestri Ponente | K     | 23. Oktober 1905  | 11. Dezember 1909 | 16. Mai 1910     | 1. Juni 1928        |                                          |
| Garibaldino | Ansaldo, Sestri Ponente | K     | 23. Oktober 1905  | 12. Februar 1910  | 1. Juni 1910     | –                   | am 18. Juli 1918 nach Kollision gesunken |
| Fuciliere   | Ansaldo, Sestri Ponente | Ö     | 28. Oktober 1905  | 21. August 1909   | 26. Januar 1910  | 15. Dezember 1932   |                                          |
| Carabiniere | Ansaldo, Sestri Ponente | Ö     | 7. November 1905  | 12. Oktober 1909  | 26. Januar 1910  | 7. Mai 1925         |                                          |
| Pontiere    | Ansaldo, Sestri Ponente | Ö     | 18. November 1905 | 3. Januar 1910    | 11. Februar 1910 | 1. Juli 1929        |                                          |
| Alpino      | Ansaldo, Sestri Ponente | Ö     | 4. Dezember 1905  | 27. November 1909 | 1. April 1910    | 1. Juni 1928        |                                          |
| Ascaro      | Ansaldo, Sestri Ponente | K + Ö | 1911              | 6. Dezember 1912  | 21. Juli 1913    | 31. Mai 1930        |                                          |

## Technische Beschreibung

### Rumpf und Antrieb
Der Rumpf eines Bootes der Soldati-Klasse war über alles 65 Meter lang, 6,1 Meter breit und hatte bei einer Einsatzverdrängung von 415 t einen Tiefgang von 2,1 Metern.
Der Antrieb erfolgte durch drei Thornycroft-Kessel und zwei Dreifach-Expansionsmaschinen mit denen eine Gesamtleistung von 6.000 PS (4.413 kW) erreicht wurde. Diese gaben ihre Leistung an zwei Wellen mit je einer Schraube ab. Die Höchstgeschwindigkeit betrug 28,5 Knoten (53 km/h). Die sechs Boote der 1. Gruppe verfügten über kohlebefeuerte Kessel und hatten einen Bunkervorrat von 95 Tonnen Kohle, was eine Reichweite von 1.500 Seemeilen bei 12 Knoten ermöglichte. Die vier Boote der 2. Gruppe ölbefeurte Kessel und hatten einen Bunkervorrat 65 Tonnen Öl, was eine Reichweite von 1.600 Seemeilen bei 12 Knoten ermöglichte. Die Ascaro verfügte über einen öl- und zwei kohlebefeuerte Kessel, konnte 50 Tonnen Kohle bzw. 35 Tonnen Öl bunkern und hatte eine Reichweite von 1.000 Seemeilen bei 12 Knoten.

### Bewaffnung
Die Bewaffnung bestand aus drei einzelnen Torpedorohren für Torpedos im Kaliber 45,7-cm und vier 7,62-cm-Geschützen mit Kaliberlänge 40 in Einzellafetten. Hierbei handelt es sich um von Ansoldo in Lizenz gefertigte britische Marinegeschütze vom Typ QF 12 pounder 12 cwt naval gun. Des Weiteren konnten bis zu zehn Seeminen transportiert werden.